# Hermitage (Missouri)
Hermitage is een plaats (city) in de Amerikaanse staat Missouri, en valt bestuurlijk gezien onder Hickory County.

## Demografie
Bij de volkstelling in 2000 werd het aantal inwoners vastgesteld op 406.
In 2006 is het aantal inwoners door het United States Census Bureau geschat op 508, een stijging van 102 (25,1%).

## Geografie
Volgens het United States Census Bureau beslaat de plaats een oppervlakte van
3,2 km², waarvan 3,1 km² land en 0,1 km² water. Hermitage ligt op ongeveer 250 m boven zeeniveau.

## Plaatsen in de nabije omgeving
De onderstaande figuur toont nabijgelegen plaatsen in een straal van 20 km rond Hermitage.